# Krzyż Męki Pańskiej w Świętochłowicach
Krzyż Męki Pańskiej w Świętochłowicach – murowana kapliczka z 1899 roku, w Świętochłowicach-Chropaczowie, wpisana do rejestru zabytków ruchomych województwa śląskiego.
Kapliczka znajduje się pomiędzy dwoma budynkami mieszkalnymi, z których jeden został wzniesiony w latach 1898–1899, a drugi przebudowano w 1899 roku; działka, na której znajduje się obiekt jest własnością miasta, wcześniej należała do fundatorów.

## Historia
Kapliczka została ufundowana przez Józefa i Monikę Kosturów w 1899 roku. Wykorzystywano ją podczas nabożeństw majowych do 1912 roku, stawiano również przy niej ołtarze polowe, których używano w Boże Ciało.
W 1999 roku Miejskie Przedsiębiorstwo Gospodarki Komunalnej w Świętochłowicach przeprowadziło remont niszy kapliczki, a w 2015 roku Pracownia Konserwacji Zabytków Antique-Style z Katowic dokonała kompleksowej renowacji obiektu.

## Architektura
Kapliczka została wybudowana z cegły pochodzącej z pobliskiej cegielni na Ajsce, do dekoracji wykorzystano kształtki ceramiczne i glazurowanymi zielonymi cegłami.
3-metrowy krzyż znajduje się w murowanej wnęce o zwieńczeniu łukowym, nad którą znajduje się dwupiętrowa attyka, wieńczy ją łamany daszek i prosty krzyż. Na postumencie głównego krzyża wyryto napis fundacyjny: „Któryś dla nas był ukrzyżowany / Jesu Chryste zmiłuj się nad nami! / Josef i Monika Kostur 1899”. Krzyż jest zakończony strzałkami, z metalową figurą Chrystusa i metalowym napisem INRI, poniżej krzyża we wnęce wtórnie umieszczono figurę Matki Bożej z Lourdes. Od ulicy kapliczka odgrodzona jest kratą, prowadzą do niej stopnie.